# Slint
Slint fue un cuarteto de math rock de Louisville (Kentucky), Estados Unidos, formados en 1986 como Small Tight Dirty Tufts of Hair de los restos de Squirrel Bait. Aunque se separaron en 1990, la banda ha sido una influencia principal en el nacimiento del estilo post-rock y el desarrollo del noise rock. Los miembros de la banda eran Brian McMahan (guitarra y voces), David Pajo (guitarra), Britt Walford (batería), Ethan Buckler (bajo en Tweez) y Todd Brashear (bajo en Spiderland).
A pesar de su separación, en 2013 regresaron por un corto periodo con su alineación original. Actualmente Slint se ha consolidado como una banda de culto.

## Historia
Su primer disco, Tweez, fue grabado en 1987 por Steve Albini y editado sin ningún tipo de publicidad en el sello Jennifer Hartman Records en 1989. Ese mismo 1989 grabaron su segundo y último disco, Spiderland, editado por Touch and Go Records. Finalmente, en 1994 apareció póstumamente un EP con dos canciones.
Considerado un trabajo seminal, Spiderland es un álbum caracterizado por ritmos oscuros y sincopados y líneas de guitarra simples, recurrentes e hipnóticas, con fondos psicodélicos y de jazz. 
La portada de Spiderland es una foto de la banda de una serie tomada por el cantautor de Louisville Will Oldham.
Spiderland culmina en “Good Morning, Captain”, quizás su pista más reconocida (estaría más adelante en la banda sonora de la película "Kids" de Larry Clark, aunque no en la película en sí). Touch & Go reeditarían Tweez en 1993. Finalmente, en 1994 un EP sin título fue lanzado después de que la banda se disolviera. Este EP de dos canciones fue registrado realmente en 1989 y pensado originalmente para ser lanzada como 12” en el sello  Jennifer Hartman Records, su discográfica original.

## Discografía

### Álbumes
- Tweez (1989)
- Spiderland (1991)

### EP
- Slint (1994)